# Митнически съюз
Митническият съюз е понятие от икономиката, което изразява степен на икономическа интеграция.
Митническият съюз надгражда понятието зона за свободна търговия като прибавя към него и обща митническа политика. Това означава, че страните членки образуват единна митническа зона спрямо трети страни и премахват всякакви вътрешните тарифни и нетарифни търговски ограничения. В резултат на това страните от съюза прилагат единна митническа тарифа (върху вноса и износа на стоки от и към трети страни), важещи за целия митнически съюз.
Причините за изграждане на митнически съюз биват икономически и политически, а ефектите от създаването – положителни или отрицателни. От положителните икономически ефекти най-важните са: постигане на по-висока ефективност в производството (икономии от мащаба на производство) и създаване на нови търговски потоци. Сигурни ефекти са: пренасочване на част от международната търговия засегната от създаването на съюза, както и преразпределение на икономически блага между потребители, производители и държава. Пренасочването на търговски потоци може да се разглежда и като следствие на непряката дискриминация на външни за митническия съюз държави, тъй като всяка една икономическа интеграция е автоматично и дезинтеграция спрямо нечленуващите.
Пример за митнически съюз от настоящето е Южноафриканският митнически съюз. Европейският съюз, представляващ много по-високо ниво на регионална интеграция (както икономическа, така и политическа), също включва и степента митнически съюз.